# Mantova 1911
Mantova 1911, thường được gọi là Mantova, là một câu lạc bộ bóng đá Ý có trụ sở tại Mantova, Lombardy. Mantova đã chơi liên tiếp ở Serie B của Ý từ mùa giải 2005–06 đến 2009–10 với tên gọi Associazione Calcio Mantova (A.C. Mantova), khi họ xuống hạng sau khi kết thúc mùa giải ở vị trí thứ 20.
Vào mùa hè năm 2010, câu lạc bộ bị phá sản và được đổi tên thành Mantova F.C., ngay lập tức được thăng hạng trong mùa giải tiếp theo từ Serie D bảng B lên Lega Pro Seconda Divisione. Câu lạc bộ lại phá sản vào năm 2017 và kể từ đó đã chơi ba mùa giải liên tiếp ở Serie D.

## Lịch sử
Mantova được thành lập vào năm 1911. Họ chơi tại Serie A trong vòng bảy mùa: 1961-1962, 1964-1965, 1966-1967, 1967-1968, 1971-1972), được mệnh danh trong giai đoạn ban đầu của nó như là "Little Brazil" ("Piccolo Brasile"). Chiếc áo thứ ba của đội, màu xanh lá cây và màu vàng, thực sự nhớ về thời kỳ đó, cho đến nay đó là chiếc áo tốt nhất trong lịch sử đội. Mantova cũng đã chơi tám mùa ở Serie B, giành danh hiệu vô địch vào mùa 1970-71.
Mantova đã bị phá sản hai lần từ toàn cảnh bóng đá Ý, vào năm 1983 và 1994, cả hai lần vì mất khả năng thanh toán.
Cựu cầu thủ nổi tiếng của câu lạc bộ bao gồm Dino Zoff, Angelo Sormani, Anton Alleman và Karl-Heinz Schnellinger.
Mantova đã được thăng hạng từ Serie C2 lên Serie B trong hai mùa liên tiếp, vào năm 2003-04 với tư cách là nhà vô địch giải đấu, và năm 2004-05 với tư cách là nhà vô địch và giành chiến thắng ở vòng play-off. Mantova bắt đầu mùa giải Serie B năm 2005-06 và được coi  là một ứng cử viên tiềm năng mạnh mẽ để thăng hạng Serie A, mặc dù thiếu các cầu thủ có kinh nghiệm với các cấp độ này (gần như cùng một đội đã thăng hạng Serie B mùa trước) và một huấn luyện viên, Domenico Di Carlo, chỉ trong năm thứ hai làm huấn luyện viên bóng đá đội một. Đội bóng đã dẫn đầu bảng Serie B trong một phần dài của mùa giải, nhận được sự quan tâm bất ngờ của giới truyền thông. Tuy nhiên, cuối cùng, Mantova không thể duy trì vị trí đứng đầu giải đấu, và đội đã kết thúc mùa giải của mình ở vị trí thứ tư, giành được một vị trí trong vòng playoff thăng hạng. Thành công, AC Mantova đã giành chiến thắng trong trận bán kết với Modena sau hai lần hòa (0-0, 1-1), đủ điều kiện vào chung kết vì vị trí cao hơn của đội trong mùa giải. Trận chung kết play-off đầu tiên, trước Torino, đã chứng kiến Mantova giành chiến thắng trên sân nhà 4-2. Tuy nhiên, Mantova đã không thể duy trì lợi thế này trong trận đấu lượt về, thua 3-1 ở Torino sau hiệp phụ, điều này cho phép Torino được thăng hạng ở Serie A vì có vị trí cao hơn trong mùa giải.
Trong mùa giải 2006-07, Manotva trở thành câu lạc bộ đầu tiên đánh bại Juventus trong trận đấu ở Serie B. Họ kết thúc mùa giải ở vị trí thứ tám, khẳng định mình ở vị trí nửa trên của bảng xếp hạng. Sau khi từ chức của Di Carlo, Mantova bổ nhiệm Attilio Tesser làm huấn luyện viên trưởng mới cho mùa giải 2007-08 của họ. Là một phần của thị trường chuyển nhượng mùa hè đầy tham vọng, vào ngày 23 tháng 8 năm 2007, Mantova đã ký hợp đồng với cựu tuyển thủ quốc tế người Ý, Stefano Fiore. Tuy nhiên, mùa giải của câu lạc bộ đã gây thất vọng khi đội không thể xâm nhập vào khu vực thi đấu để thăng hạng, dẫn đến việc sa thải Tesser vào giữa mùa giải. Ông được thay thế bởi Giuseppe Brucato, một vị huấn luyện viên trẻ không có kinh nghiệm trước đó trong giải đấu, người đã dẫn dắt câu lạc bộ đến một kết thúc giữa bảng trong mùa giải.
Brucato đã được xác nhận là huấn luyện viên trưởng của Mantova cho mùa giải 2008-09. Khi Fiore chia tay công ty với câu lạc bộ sau một mùa giải không mấy ấn tượng với virgiliani, ông đã được thay thế bởi Tomas Locatelli. Tuy nhiên, Mantova đã thất bại trong việc đảm bảo cho mình một vị trí  cao hơn của giải đấu, khiến cho Brucato bị sa thải sau trận thua sân nhà 1-3 trước Parma. Câu lạc bộ liên tiếp bổ nhiệm cựu hậu vệ Milan Alessandro Costacurta làm huấn luyện viên trưởng mới. Costacurta sau đó đã từ chức và được thay thế bởi Mario Somma, người dẫn dắt câu lạc bộ đến vị trí thứ 13 cuối cùng, chỉ hai điểm trước khu vực play-off xuống hạng.
Trong mùa giải 2009-10, Mantova được dẫn dắt bởi cựu tuyển thủ quốc tế người Ý Michele Serena. Tình hình tài chính của câu lạc bộ đã xấu đi, câu lạc bộ đã tăng lợi nhuận ngắn hạn bằng cách trao đổi cầu thủ, nhưng cũng tăng chi phí khấu hao dài hạn. Câu lạc bộ đã trao đổi Stefano Mondini với Christian Jidayi vào ngày 30 tháng 6 năm 2008 trong hợp đồng đồng sở hữu với giá € 750.000, khiến các câu lạc bộ có doanh thu bán cầu thủ là € 1,5   triệu. Tháng 6 năm 2009 cũng chứng kiến Jidayi trở lại Cesena và Mondini trở lại Mantova; 50% quyền của cả hai cầu thủ được định giá € 750.000. Tuy nhiên, đó đã trở thành gánh nặng tài chính cho cả hai câu lạc bộ, mà Mantova phải khấu hao giá trị của Mondini (1,5 triệu euro) trong các đợt trả góp khi khấu hao. Vào tháng 6 năm 2008, Mantova cũng đã trao đổi Valerio Di Cesare (€ 1M) và Simone Calori (€ 0,5M) với Riccardo Fissore (€ 0,5M) và Mattia Marchesetti (€ 1M). Một lần nữa, Mantova phải trả 0,5 triệu euro trong 3 mùa cho Fissore (€ 166,667) và Marchesetti (€ 333,333).
Vào đầu mùa 2010-11, Mantova đã phá sản và một đội bóng mới được nhận vào Serie D. Mantova xuất hiện đầu tiên ở Girone B và được thăng hạng 2011-12 Lega Pro Seconda Divisione. Họ kết thúc thứ 16 và chỉ thoát khỏi sự xuống hạng sau khi đánh bại cả Lecco và Vibonese trong vòng playoffs. Trận lượt đi với Vibonese là trận hòa 0-0 trên sân nhà, dẫn đến lo ngại câu lạc bộ sẽ không đi tiếp sau trận lượt đi. Tuy nhiên, Mantova đã giành trận thắng 4-0 nổi tiếng. Trận lượt về trên sân nhà được xem bởi hơn 3.000 khán giả và Mantova được hưởng một số sự hỗ trợ mạnh mẽ nhất của 40 đội khác ở Lega Pro Seconda Divisione. Trong suốt mùa giải 2011-12, Mantova đã sa thải ba huấn luyện viên và ba giám đốc thể thao.
Trong mùa giải 2012-13 Lega Pro Seconda Divisione, Mantova đã có một mùa giải vững chắc, kết thúc ở vị trí thứ chín, kém chín điểm so với vị trí thi đấu thăng hạng và cao hơn 11 điểm so với vị trí playoff xuống hạng. Vào cuối mùa, 70% cổ phần của Mantova được bán cho cựu chủ tịch Sambonifacese Michele Lodi, người đã trở thành chủ tịch của Mantova.
Lega Pro Seconda Divisione đã trải qua quá trình định dạng lại. Tám đội đầu tiên trong mỗi bảng, cộng với một đội chiến thắng vòng playoff xuống hạng từ mỗi bảng sẽ vẫn còn trong Lega Pro. Sáu đội cuối cùng trong mỗi bảng, cộng với ba đội thua cuộc trận play-out xuống hạng từ mỗi bảng sẽ bị xuống hạng ở Serie D. Tổng cộng, mười tám đội sẽ ở lại Lega Pro và mười tám đội sẽ xuống hạng Serie D.
Trong mùa giải 2013-14 Lega Pro Seconda Divisione, Mantova đã về thứ tám, điều này đảm bảo cho họ một vị trí trong mùa giải thăng hạng lên 2014-15 Lega Pro Divisione Unica, Serie C. Đội mới là một phần của "Nhóm A".
Vào đầu mùa giải, câu lạc bộ đã không tham gia 2017-18 Serie C, một câu lạc bộ kế thừa, SSD Mantova 1911, đã được nhận vào 2017-18 Serie D. Năm 2018, đội đã được tiếp quản bởi Heritage Sports Holdings, một nhóm do Pablo Dana và Michel Salgado dẫn đầu, cũng sở hữu UD Los Barrios và Gibraltar United.

## Cầu thủ

### Đội hình hiện tại
Tính đến ngày 22/1/2024
Ghi chú: Quốc kỳ chỉ đội tuyển quốc gia được xác định rõ trong điều lệ tư cách FIFA. Các cầu thủ có thể giữ hơn một quốc tịch ngoài FIFA.
| Số | VT | Quốc gia | Cầu thủ                                |
| -- | -- | -------- | -------------------------------------- |
| 1  | TM | Ý        | Marco Festa                            |
| 4  | HV | Ý        | Christian Celesia                      |
| 5  | HV | Ý        | Alex Redolfi                           |
| 6  | TV | Ý        | Cristiano Bani                         |
| 7  | TĐ | Ý        | Davis Mensah                           |
| 8  | TV | Ý        | Salvatore Burrai (đội trưởng)          |
| 9  | TĐ | Ý        | Alessandro Debenedetti (mượn từ Genoa) |
| 10 | TV | Ý        | David Wieser                           |
| 11 | TĐ | Ý        | Antonio Fiori                          |
| 12 | TM | Ý        | Luca Sonzogni                          |
| 13 | HV | Ý        | Fabrizio Brignani                      |
| 14 | TĐ | Ý        | Francesco Galuppini                    |
| 16 | HV | Ý        | Tommaso Cavalli (mượn từ Atalanta)     |

| Số | VT | Quốc gia | Cầu thủ                                   |
| -- | -- | -------- | ----------------------------------------- |
| 17 | HV | Ý        | Nicolò Radaelli                           |
| 19 | TĐ | Ý        | Francesco Bombagi                         |
| 20 | TV | Ý        | Giacomo Fedel                             |
| 21 | TV | Ý        | Simone Trimboli                           |
| 22 | TM | Ý        | Alessio Napoli                            |
| 23 | HV | Ý        | Erik Panizzi                              |
| 24 | HV | Ý        | Gabriel Argint                            |
| 27 | HV | Ý        | Tommaso Maggioni                          |
| 28 | TV | Ý        | Mattia Muroni                             |
| 30 | TĐ | Ý        | Davide Bragantini (mượn từ Hellas Verona) |
| 45 | TĐ | Ý        | Gaetano Monachello                        |
| 87 | HV | Pháp     | Sebastien De Maio                         |
| 90 | TĐ | Ý        | Stefano Giacomelli                        |

## Cựu huấn luyện viên đáng chú ý
- Ottavio Bianchi
- Roberto Boninsegna
- Mario Corso
- Alessandro Costacurta
- Edmondo Fabbri
- Nándor Hidegkuti

## Danh hiệu
- Vô địch Serie B: 1
- Vô địch Serie C: 1
- Vô địch Serie C2: 3

## liên kết ngoài
- Trang web chính thức (tiếng Ý)
- Lịch sử bóng đá ở Mantova (tiếng Ý)